# Макија Малиња (Потенца)
Макија Малиња (итал. Macchia Maligna) је насеље у Италији у округу Потенца, региону Базиликата.
Према процени из 2011. у насељу је живело 13 становника. Насеље се налази на надморској висини од 839 м.